# Salomonsydhake
Salomonsydhake (Petroica polymorpha) är en fågel i familjen sydhakar inom ordningen tättingar.

## Utbredning och systematik
Salomonsydhaken förekommer som namnet avslöjar i Salomonöarna. Den delas in i fyra underarter med följande utbredning:
- Petroica polymorpha septentrionalis – förekommer på Bougainville
- Petroica polymorpha kulambangrae – förekommer på Kolombangara
- Petroica polymorpha dennisi – förekommer på Guadalcanal
- Petroica polymorpha polymorpha – förekommer på Makira

Salomonsydhaken kategoriserades tidigare som en del av melanesisk sydhake (Petroica pusilla), men urskiljs allt oftare som egen art.

## Status
IUCN urskiljer den ännu inte som egen art, varför dess hotstatus inte bedömts.